# A Bigger Bang Tour
A Bigger Bang Tour foi a décima oitava turnê da banda de rock britânica The Rolling Stones, em suporte ao 22º álbum de estúdio do grupo, A Bigger Bang. Com início em Toronto, no Canadá, em 10 de agosto de 2005, a turnê terminou mais de dois anos depois, em Londres, Inglaterra, no dia 26 de agosto de 2007, tendo sido apresentada para mais de 4,6 milhões de fãs ao redor do globo neste período, arrecadando algo perto de 558 milhões de dólares,  fazendo com que a A Bigger Bang Tour tenha sido considerada, de 2007 a 2011, a turnê mais rentável de todos os tempos, até ser superada, em maio de 2011 pela U2 360º Tour, da banda irlandesa U2.

## Setlists

### Datas
| Data                        | Cidade            | País             | Local                                       |
| --------------------------- | ----------------- | ---------------- | ------------------------------------------- |
| América do Norte (1a Etapa) |                   |                  |                                             |
| 10 de agosto de 2005        | Toronto           | Canadá           | Phoenix Concert Theatre                     |
| 21 de agosto de 2005        | Boston            | EUA              | Estádio Fenway Park                         |
| 23 de agosto de 2009        | Boston            | EUA              | Estádio Fenway Park                         |
| 26 de agosto de 2005        | Hartford          | EUA              | Rentschler Field                            |
| 28 de agosto de 2005        | Ottawa            | Canadá           | Estádio Frank Clair                         |
| 31 de agosto de 2005        | Detroit           | EUA              | Estádio Comerica Park                       |
| 3 de setembro de 2005       | Moncton           | Canadá           | Magnetic Hill Concert Site                  |
| 6 de setembro de 2005       | St. Paul          | EUA              | Xcel Energy Center                          |
| 8 de setembro de 2005       | Milwaukee         | EUA              | Bradley Center                              |
| 10 de setembro de 2005      | Chicago           | EUA              | Soldier Field                               |
| 13 de setembro de 2005      | Nova York         | EUA              | Madison Square Garden                       |
| 15 de setembro de 2005      | East Rutherford   | EUA              | Giants Stadium                              |
| 17 de setembro de 2005      | Albany            | EUA              | Pepsi Arena                                 |
| 24 de setembro de 2005      | Columbus          | EUA              | Nationwide Arena                            |
| 26 de setembro de 2005      | Toronto           | Canadá           | Rogers Centre                               |
| 28 de setembro de 2005      | Pittsburgh        | EUA              | PNC Park                                    |
| 1 de outubro de 2005        | Hershey           | EUA              | Estádio Hersheypark                         |
| 3 de outubro de 2005        | Washington, D.C.  | EUA              | Verizon Center                              |
| 6 de outubro de 2005        | Charlottesville   | EUA              | Scott Stadium                               |
| 8 de outubro de 2005        | Durham            | EUA              | Estádio Wallace Wade                        |
| 10 de outubro de 2005       | Filadélfia        | EUA              | Wachovia Center                             |
| 12 de outubro de 2005       | Filadélfia        | EUA              | Wachovia Center                             |
| 15 de outubro de 2005       | Atlanta           | EUA              | Philips Arena                               |
| 17 de outubro de 2005       | Miami             | EUA              | AmericanAirlines Arena                      |
| 19 de outubro de 2005       | Tampa             | EUA              | St. Pete Times Forum                        |
| 21 de outubro de 2005       | Charlotte         | EUA              | Charlotte Bobcats Arena                     |
| 28 de outubro de 2005       | Calgary           | Canadá           | Scotiabank Saddledome                       |
| 30 de outubro de 2005       | Seattle           | EUA              | KeyArena at Seattle Center                  |
| 1 de novembro de 2005       | Portland          | EUA              | Rose Garden Arena                           |
| 4 de novembro de 2005       | Anaheim           | EUA              | Angel Stadium of Anaheim                    |
| 6 de novembro de 2005       | Hollywood         | EUA              | Hollywood Bowl                              |
| 8 de novembro de 2005       | Hollywood         | EUA              | Hollywood Bowl                              |
| 11 de novembro de 2005      | San Diego         | EUA              | PETCO Park                                  |
| 13 de novembro de 2005      | San Francisco     | EUA              | AT&T Park                                   |
| 15 de novembro de 2005      | San Francisco     | EUA              | AT&T Park                                   |
| 18 de novembro de 2005      | Las Vegas         | EUA              | MGM Grand Garden Arena                      |
| 20 de novembro de 2005      | Fresno            | EUA              | Save Mart Center                            |
| 22 de novembro de 2005      | Salt Lake City    | EUA              | EnergySolutions Arena                       |
| 24 de novembro de 2005      | Denver            | EUA              | Pepsi Center                                |
| 27 de novembro de 2005      | Glendale          | EUA              | Jobing.com Arena                            |
| 29 de novembro de 2005      | Dallas            | EUA              | American Airlines Center                    |
| 1 de dezembro de 2005       | Houston           | EUA              | Toyota Center                               |
| 3 de dezembro de 2005       | Memphis           | EUA              | FedExForum                                  |
| 10 de janeiro de 2006       | Montreal          | Canadá           | Bell Centre                                 |
| 13 de janeiro de 2006       | Boston            | EUA              | TD Garden                                   |
| 15 de janeiro de 2006       | Boston            | EUA              | TD Garden                                   |
| 18 de janeiro de 2006       | Nova York         | EUA              | Madison Square Garden                       |
| 20 de janeiro de 2006       | Nova York         | EUA              | Madison Square Garden                       |
| 23 de janeiro de 2006       | Chicago           | EUA              | United Center                               |
| 25 de janeiro de 2006       | Chicago           | EUA              | United Center                               |
| 27 de janeiro de 2006       | St. Louis         | EUA              | Savvis Center                               |
| 29 de janeiro de 2006       | Omaha             | EUA              | Qwest Center Omaha                          |
| 1 de fevereiro de 2006      | Baltimore         | EUA              | 1st Mariner Arena                           |
| 5 de fevereiro de 2006      | Detroit           | EUA              | Ford Field                                  |
| 8 de fevereiro de 2006      | Atlanta           | EUA              | Philips Arena                               |
| 11 de fevereiro de 2006     | San Juan          | Porto Rico       | Coliseo de Puerto Rico                      |
| América do Sul              |                   |                  |                                             |
| 18 de fevereiro de 2006     | Rio de Janeiro    | Brasil           | Praia de Copacabana                         |
| 21 de fevereiro de 2006     | Buenos Aires      | Argentina        | Estádio Monumental                          |
| 23 de fevereiro de 2006     | Buenos Aires      | Argentina        | Estádio Monumental                          |
| América do Norte            |                   |                  |                                             |
| 26 de fevereiro de 2006     | Cidade do México  | México           | Autódromo Hermanos Rodríguez                |
| 1 de março de 2006          | Monterrey         | México           | Estádio Universitário                       |
| 4 de março de 2006          | Las Vegas         | EUA              | MGM Grand Garden Arena                      |
| 6 de março de 2006          | Inglewood         | EUA              | The Forum                                   |
| 9 de março de 2006          | North Little Rock | EUA              | ALLTEL Arena                                |
| 12 de março de 2006         | Fort Lauderdale   | EUA              | BankAtlantic Center                         |
| 14 de março de 2006         | Nova York         | EUA              | Radio City Music Hall                       |
| Ásia                        |                   |                  |                                             |
| 22 de março de 2006         | Tóquio            | Japão            | Tokyo Dome                                  |
| 24 de março de 2006         | Tóquio            | Japão            | Tokyo Dome                                  |
| 29 de março de 2006         | Sapporo           | Japão            | Sapporo Dome                                |
| 2 de abril, 2006            | Saitama           | Japão            | Saitama Super Arena                         |
| 5 de abril, 2006            | Nagoya            | Japão            | Nagoya Dome                                 |
| 8 de abril de 2006          | Xangai            | China            | Shanghai Grand Stage Hall                   |
| Oceania                     |                   |                  |                                             |
| 11 de abril de 2006         | Sydney            | Austrália        | ANZ Stadium                                 |
| 13 de abril de 2006         | Melbourne         | Austrália        | Rod Laver Arena                             |
| 16 de abril de 2006         | Auckland          | Nova Zelândia    | Western Springs Stadium                     |
| 18 de abril de 2006         | Wellington        | Nova Zelândia    | Estádio Olímpico de Westpac                 |
| Europa (1a Etapa)           |                   |                  |                                             |
| 11 de julho de 2006         | Milão             | Itália           | Estádio Giuseppe Meazza                     |
| 14 de julho de 2006         | Viena             | Áustria          | Estádio Ernst Happel                        |
| 16 de julho de 2006         | Munique           | Alemanha         | Estádio Olímpico                            |
| 18 de julho de 2006         | Hanover           | Alemanha         | AWD-Arena                                   |
| 21 de julho de 2006         | Berlim            | Alemanha         | Estádio Olímpico de Berlim                  |
| 23 de julho de 2006         | Cologne           | Alemanha         | Rhein Energie Stadion                       |
| 28 de julho de 2006         | Paris             | França           | Stade de France                             |
| 31 de julho de 2006         | Amsterdã          | Holanda          | Amsterdam Arena                             |
| 3 de agosto de 2006         | Stuttgart         | Alemanha         | Mercedes-Benz Arena                         |
| 5 de agosto de 2006         | Zurique           | Suíça            | Base Áerea de Dübendorf                     |
| 8 de agosto de 2006         | Nice              | França           | Estádio Charles-Ehrmann                     |
| 12 de agosto de 2006        | Porto             | Portugal         | Estádio do Dragão                           |
| 20 de agosto de 2006        | Londres           | Reino Unido      | Estádio Twickenham                          |
| 22 de agosto de 2006        | Londres           | Reino Unido      | Estádio Twickenham                          |
| 25 de agosto de 2006        | Glasgow           | Reino Unido      | Hampden Park                                |
| 27 de agosto de 2006        | Sheffield         | Reino Unido      | Estádio Don Valley                          |
| 29 de agosto de 2006        | Cardiff           | Reino Unido      | Estádio Millennium                          |
| 1 de setembro de 2006       | Bergen            | Noruega          | Koengen Concert City Hall                   |
| 3 de setembro de 2006       | Horsens           | Dinamarca        | FORUM Horsens                               |
| América do Norte (2a Etapa) |                   |                  |                                             |
| 20 de setembro de 2006      | Foxborough        | EUA              | Gillette Stadium                            |
| 23 de setembro de 2006      | Halifax           | Canadá           | Halifax City Commons Park                   |
| 27 de setembro de 2006      | East Rutherford   | EUA              | Giants Stadium                              |
| 29 de setembro de 2006      | Louisville        | EUA              | Churchill Downs Concert Grounds             |
| 1 de outubro de 2006        | Wichita           | EUA              | Estádio Cessna                              |
| 4 de outubro de 2006        | Missoula          | EUA              | Estádio Olímpico da Universidade de Montana |
| 6 de outubro de 2006        | Regina            | Canadá           | Mosaic Stadium at Taylor Field              |
| 8 de outubro de 2006        | Regina            | Canadá           | Mosaic Stadium at Taylor Field              |
| 11 de outubro de 2006       | Chicago           | EUA              | Soldier Field                               |
| 17 de outubro de 2006       | Seattle           | EUA              | Qwest Field                                 |
| 20 de outubro de 2006       | El Paso           | EUA              | Sun Bowl Stadium                            |
| 22 de outubro de 2006       | Austin            | EUA              | Zilker Concert Grounds                      |
| 29 de outubro de 2006       | Nova York         | EUA              | Beacon Theatre                              |
| 1 de novembro de 2006       | Nova York         | EUA              | Beacon Theatre                              |
| 6 de novembro de 2006       | Oakland           | EUA              | Alameda Coliseum                            |
| 8 de novembro de 2006       | Phoenix           | EUA              | University of Phoenix Stadium               |
| 11 de novembro de 2006      | Las Vegas         | EUA              | MGM Grand Garden Arena                      |
| 14 de novembro de 2006      | Boise             | EUA              | Idaho Center                                |
| 17 de novembro de 2006      | Atlantic City     | EUA              | Boardwalk Hall                              |
| 22 de novembro de 2006      | Los Angeles       | EUA              | Dodger Stadium                              |
| 25 de novembro de 2006      | Vancouver         | Canadá           | BC Place Stadium                            |
| Europa (2a Etapa)           |                   |                  |                                             |
| 5 de junho de 2007          | Werchter          | Bélgica          | Festival Concert Grounds                    |
| 8 de junho de 2007          | Nijmegen          | Holanda          | Goffertpark Grounds                         |
| 10 de junho de 2007         | Isle of Wight     | Reino Unido      | Isle of Wight Festival Park                 |
| 13 de junho de 2007         | Frankfurt         | Alemanha         | Estádio Commerzbank-Arena                   |
| 16 de junho de 2007         | Paris             | França           | Stade de France                             |
| 18 de junho de 2007         | Lyon              | França           | Stade de Gerland                            |
| 21 de junho de 2007         | Barcelona         | Espanha          | Estádio Olímpico Lluís Companys             |
| 23 de junho de 2007         | San Sebastián     | Espanha          | Estádio Anoeta                              |
| 25 de junho de 2007         | Lisboa            | Lisboa           | Estádio José Alvalade                       |
| 28 de junho de 2007         | Madrid            | Espanha          | Estádio Vicente Calderón                    |
| 30 de junho de 2007         | El Ejido          | Espanha          | Estádio Municipal Santo Domingo             |
| 6 de julho de 2007          | Roma              | Itália           | Estádio Olímpico de Roma                    |
| 9 de julho de 2007          | Budva             | Montenegro       | Jaz Beach Concert Groubds                   |
| 14 de julho de 2007         | Belgrado          | Sérvia           | Usce Park                                   |
| 17 de julho de 2007         | Bucareste         | Romênia          | Estádio Lia Manoliu                         |
| 20 de julho de 2007         | Budapeste         | Hungria          | Estádio Puskás Ferenc                       |
| 22 de julho de 2007         | Brno              | República Tcheca | Outdoor Exhibition Centre                   |
| 25 de julho de 2007         | Varsóvia          | Polônia          | Hipódromo Sluzewiec                         |
| 28 de julho de 2007         | St. Petersburg    | Rússia           | Palace Square                               |
| 1 de agosto de 2007         | Helsinque         | Finlândia        | Estádio Olímpico de Helsinque               |
| 3 de agosto de 2007         | Gothenburg        | Suécia           | Estádio Ullevi                              |
| 5 de agosto de 2007         | Copenhagen        | Dinamarca        | Estádio Parken                              |
| 8 de agosto de 2007         | Oslo              | Noruega          | Estádio Vallehovin                          |
| 11 de agosto de 2007        | Lausanne          | Suíça            | La Pontaise                                 |
| 13 de agosto de 2007        | Düsseldorf        | Alemanha         | LTU Arena                                   |
| 15 de agosto de 2007        | Hamburgo          | Alemanha         | AOL Arena                                   |
| 18 de agosto de 2007        | Dublin            | Irlanda          | Slane Concert Grounds                       |
| 21 de agosto de 2007        | Londres           | Reino Unido      | The O2 Arena                                |
| 23 de agosto de 2007        | Londres           | Reino Unido      | The O2 Arena                                |
| 26 de agosto de 2007        | Londres           | Reino Unido      | The O2 Arena                                |